# USS Wilkes (DD-441)
USS Wilkes (DD-441), là một tàu khu trục lớp Gleaves được Hải quân Hoa Kỳ chế tạo trong Chiến tranh Thế giới thứ hai. Nó đã tham gia suốt Thế Chiến II, sống sót qua cuộc xung đột, ngừng hoạt động năm 1946 và bị tháo dỡ năm 1972. Nó là chiếc tàu chiến thứ ba của Hải quân Hoa Kỳ được đặt theo tên Chuẩn đô đốc Charles Wilkes (1798-1877), người tham gia cuộc Nội chiến Hoa Kỳ.

## Thiết kế và chế tạo
Wilkes được chế tạo tại Xưởng hải quân Boston. Nó được đặt lườn vào ngày 1 tháng 11 năm 1939; được hạ thủy vào ngày 31 tháng 5 năm 1940, và được đỡ đầu bởi bà Bessie Wilkes Styer. Con tàu được cho nhập biên chế cùng Hải quân Hoa Kỳ vào ngày 22 tháng 4 năm 1941 dưới quyền chỉ huy của Thiếu tá Hải quân J. D. Kelsey.

## Lịch sử hoạt động

### 1941
Wilkes sẵn sàng để ra khơi vào ngày 1 tháng 6 năm 1941, khi nó tiến hành chạy thử máy ngoài khơi bờ biển New England. Nó đi đến vùng biển Bermuda vào ngày 24 tháng 8, và đã giúp hộ tống cho các thiết giáp hạm North Carolina và Washington cho chuyến đi chạy thử máy của chúng tại vùng biển Caribe. Nó rời Bermuda vào ngày 9 tháng 9, quay trở về Boston hai ngày sau đó cho một đợt sửa chữa sau thử máy ngắn, rồi lại lên đường vào ngày 25 tháng 9 đi sang vịnh Guantánamo, Cuba để huấn luyện trong bốn ngày. Nó rời vùng biển Cuba vào ngày 2 tháng 10, về đến Hampton Roads, Virginia ba ngày sau đó. Trong thời gian còn lại của tháng 10, nó viếng thăm Gravesend Bay, New York, Casco Bay, Maine; và Provincetown, Massachusetts.
Vào ngày 2 tháng 11, Wilkes đi đến Argentia Newfoundland, hộ tống cho chiếc Yukon trong một thời gian ngắn, và gặp gỡ Salinas vốn vẫn sống sót sau khi trúng hai quả ngư lôi để hộ tống chiếc tàu chở dầu bị hư hại quay trở về Cape Sable, Nova Scotia. Vào ngày 28 tháng 11, nó rời Cape Sable hộ tống cho Đoàn tàu HX-162; và đang khi chiếc tàu khu trục trên đường đi đến Iceland, Nhật Bản đã bất ngờ tấn công Trân Châu Cảng vào ngày 7 tháng 12 năm 1941, thúc đẩy Hoa Kỳ tham gia Thế Chiến II. Đoàn tàu vận tải đi đến đích vào ngày hôm sau, và trong thời gian còn lại của tháng 12, nó hộ tống các đoàn tàu đi từ Argentia, Newfoundland đến Hvalfjörður và Reykjavík, Iceland. Nó quay trở về Boston để được tiếp tế, tiếp nhiên liệu và nghỉ ngơi qua các ngày lễ.

### 1942

#### Hoạt động hộ tống vận tải
Wilkes khởi hành vào ngày 1 tháng 1 năm 1942, đi đến Casco Bay, Maine vào ngày hôm sau nơi nó tiến hành huấn luyện. Vào ngày 5 tháng 1, nó rời Casco Bay cùng với các tàu khu trục Madison, Roper và Sturtevant để hướng sang Argentia, Newfoundland, đến nơi hai ngày sau đó. Vào ngày 10 tháng 1, nó gặp gỡ Đoàn tàu HX-169 và hộ tống chúng trong tám ngày tiếp theo; nó được thay phiên vào ngày 18 tháng 1, lên đường đi Ireland cùng với Madison, Roper và Sturtevant. Ba ngày sau, nó thả neo tại Derry; và đến ngày 25 tháng 1 lại lên đường gặp gỡ Đoàn tàu ON-59, nhận trách nhiệm hộ tống thay phiên cho các tàu chiến Anh. Nó về đến Boston vào ngày 8 tháng 2, phải vào ụ tàu để sửa chữa. Nó lại nhận mệnh lệnh vào ngày 12 tháng 2 để rời Boston đi Casco Bay, Maine cho một chuyến hộ tống ven biển thường lệ cùng với Truxtun, và gia nhập cùng Pollux trên đường đi. Truxtun bị chậm trễ nên Wilkes đi trước và gặp gỡ Pollux theo lịch trình vào ngày 15 tháng 2; Truxtun gia nhập vào ngày hôm sau.
Trên đường đi Argentia, Newfoundland, lúc khoảng 03 giờ 50 phút ngày 18 tháng 2, hạm trưởng của Wilkes được sĩ quan hoa tiêu đánh thức để thông báo con tàu được cho là đi quá lố lên phía Bắc của lộ trình dự kiến. Tầm nhìn rất kém, và thời tiết xấu ngăn trở việc sử dụng kỹ thuật định vị vô tuyến. Việc đo độ sâu liên tục bằng sonar cho thấy độ sâu luôn luôn trên 30 sải (55 m) ngoại trừ một tín hiệu âm thanh ở độ sâu 15 sải (27 m) được ghi nhận ngay trước khi con tàu gặp tai nạn mắc cạn. Tín hiệu "dừng khẩn cấp" nhằm cảnh báo các con tàu kia lập tức được phát ra bằng đèn pha và mã vô tuyến. Thông điệp "Wilkes bị mắc cạn không rõ phương hướng" cũng được truyền trên làn sóng khẩn cấp; tuy nhiên không có tín hiệu trả lời từ phía Pollux hay Truxtun cho đến khi cả hai chiếc đầu bị mắc cạn: Pollux bên mạn trái và Truxtun bên mạn phải. Đến khoảng 07 giờ 00, Wilkes thành công trong việc thoát khỏi rạn đá ngầm; và sau khi trông thấy Pollux được tàu khu trục George E. Badger giúp đỡ, nó rời khỏi hiện trường. Tuy nhiên, cả Pollux lẫn Truxtun là những tổn thất toàn bộ, với tổng cộng 205 người bị mất trên cả hai con tàu; Wilkes không chịu thương vong; nó ở lại Argentia trong sáu ngày trước khi bắt đầu hành trình quay trở về Boston để sửa chữa. Đây là tổn thất nhân mạng lớn nhất đối với Hạm đội Đại Tây Dương trong chiến tranh cho đến lúc đó.
Vào ngày 1 tháng 4, Wilkes được phân về Lực lượng Đặc nhiệm 21 tại Xưởng hải quân Boston, nơi nó tiến hành các sửa chữa sau thử máy và bảo trì trong ba ngày. Đến ngày 6 tháng 4, nó khởi hành đi Casco Bay, Maine hộ tống cho tàu tuần dương hạng nặng Augusta. Vào ngày 8 tháng 4, chiếc tàu khu trục trông thấy chiếc tàu chở dầu Anh SS Davila; nhưng một phút sau hai con tàu đã va chạm: mũi của Davila đã đâm vào mạn trái Wilkes ngang phòng nồi hơi số 1. Sau khi hai con tàu tách ra, chiếc tàu khu trục quay trở về Boston, nơi nó vào xưởng tàu để sửa chữa vốn kéo dài cho đến ngày 3 tháng 6. Sau các đợt thực hành tác xạ và phòng không và tập trận cùng tàu ngầm tại Casco Bay, nó thực hiện một chuyến hộ tống ngắn cùng Đoàn tàu BX-26. Ba ngày sau, nó lên đường đi New York cùng với Buck và Swanson đến nơi vào ngày hôm sau, và thả neo tại Xưởng hải quân New York. Vào ngày 1 tháng 7, chiếc tàu khu trục khởi hành đi cảng Little Placentia, Newfoundland, nơi nó làm nhiệm vụ hộ tống và tuần tra trước khi quay trở về New York, nơi nó ở lại cho đến ngày 12 tháng 7.
Ngày hôm sau, Wilkes lên đường tham gia Đoàn tàu AS-4, bao gồm chín tàu mang cờ Anh, Mỹ, Na Uy và Hà Lan. Vào ngày 16 tháng 7, SS Fairport, chiếc thứ hai trong đội hình hàng dọc, bị trúng ngư lôi phía trước và phía sau và bị đắm; những người sống sót thoát ra trên bốn xuồng và nhiều chiếc bè. Tàu khu trục Kearny đã tiến hành tấn công bằng mìn sâu rồi cứu vớt những người sống sót, trong khi Wilkes tiếp tục dò tìm bằng sonar và thả chín quả mìn sâu, nhưng không mang lại kết quả rõ rệt. Đến 16 giờ 00 ngày hôm sau, nó lại bắt được tín hiệu sonar tàu ngầm đối phương, và tấn công mìn sâu ở độ sâu trung bình, khiến nổi lên nhiều bọt nước lớn và một hình dạng tương tự như mũi một tàu tàu ngầm, vốn lật úp và biến mất sau đó. Đến 16 giờ 14 phút, nó lại tấn công mìn sâu ở độ sâu lớn, bao gồm ba quả mìn 600 lb (270 kg), tạo thêm nhiều bọt khí lớn và cả khu vực phủ đầy hỗn hợp nước và dầu màu nâu.
Ba ngày sau, Wilkes tách khỏi đội hình để đi đến Trinidad, nơi nó được tiếp nhiên liệu trước khi lên đường đi Virginia Capes, và đi đến Norfolk, Virginia vào ngày 25 tháng 7. Chiếc tàu khu trục thực hiện hai chuyến đi ven biển đến New York, trước khi khởi hành từ cảng này vào ngày 19 tháng 8 để đi Halifax, Nova Scotia, đến nơi vào ngày 21 tháng 8. Nó neo đậu ngoài khơi Greenoch cho đến ngày 5 tháng 9, lên đường hộ tống cho USAT Siboney đi đến New York, và trải qua thời gian còn lại của tháng 9 tiến hành thực tập tại Casco Bay, Maine. Nó lên đường đi Virginia vào ngày 30 tháng 9, đi đến Hampton Roads hai ngày sau đó; và trong phần lớn của tháng 10 đã tiến hành cơ động và thực tập, bao gồm cuộc thực tập đổ bộ cùng Lực lượng Đặc nhiệm 33. Đến ngày 24 tháng 10, nó khởi hành từ Norfolk trong thành phần một đoàn tàu đi sang Bắc Phi.

#### Chiến dịch Torch
Vào ngày 8 tháng 11, Wilkes tham gia cuộc tấn công lên Fedhala, Maroc, và trận Hải chiến Casablanca diễn ra sau đó. Hoạt động cùng Lực lượng Đặc nhiệm 34, nó được phân công như tàu kiểm soát đổ bộ trong giai đoạn mở màn, và như một tàu hỗ trợ hỏa lực trong giai đoạn tiếp theo. Nó bắt được tín hiệu mục tiêu trên màn hình radar, và ít lâu sau đội kiểm soát hỏa lực báo cáo về một vật thể dưới nước; nên nó đã thả một loạt chín quả mìn sâu. Điều kiện không cho phép tiếp tục theo dõi bằng sonar ở vùng nước nông chỉ có 40 sải (73 m); và sau 16 phút cuộc tìm kiếm kết thúc, không ghi được kết quả nào từ phía đối phương. Ngày hôm sau, đang khi di chuyển ngoài khơi Fedhala, nó trông thấy một tàu khu trục thuộc phe Vichy Pháp thoát ra từ Casablanca. Nó rời trạm tuần tra để hướng đến đối thủ; tuy nhiên, các khẩu pháo bờ biển tại Pointe d'Oukach đã khai hỏa, buộc nó phải bỏ dỡ cuộc truy đuổi để quay trở lại Casablanca.
Vào ngày 11 tháng 11, Wilkes nhận được tin tức đã chiếm được Casablanca, và chiếc tàu khu trục bắt đầu tiếp nối hoạt động tuần tra khu vực chung quanh nơi thả neo của đoàn tàu vận tải. Lúc 19 giờ 58 phút, một quả rocket phát nổ gần khu vực; và một phút sau Winooski báo cáo trúng phải một quả ngư lôi. Đến 20 giờ 00, Joseph Hewes báo cáo một số phận tương tự và bị đắm trong vòng không đầy một giờ. Tàu khu trục Bristol chiếu sáng và nổ súng vào một tàu ngầm đối phương nổi trên mặt nước, đồng thời tấn công bằng mìn sâu nhưng không mang lại kết quả.
Ngày hôm sau Wilkes hộ tống Augusta đi vào Casablanca. Nó sau đó quay trở lại khu vực tuần tra, tiếp tục làm nhiệm vụ tại khu vực được chỉ định. Chiếc tàu khu trục bắt được tín hiệu một tàu ngầm đối phương ở cách 2.300 yd (2,1 km), và đã tấn công bằng mìn sâu ở vùng nước nông, tiêu phí bốn quả mìn 300 lb (140 kg) và hai quả 600 lb (270 kg) mà không đem lại kết quả. Nó sau đó bỏ dỡ cuộc tìm kiếm, quay lại hoạt động tuần tra. Chỉ hơn một giờ sau đó, hai tàu tại khu vực thả neo bị trúng ngư lôi, và một chiếc thứ ba tiếp tục bị đánh trúng 26 phút sau đó. Đoàn tàu vận tải được lệnh nhổ neo tiến ra khơi; Wilkes cũng khởi hành hộ tống chống tàu ngầm bên mạn phải. Đoàn tàu đổi hướng 20° sau mỗi 15 phút trong gần hai giờ để tránh bị phát hiện.
Vào ngày 15 tháng 11, một tàu hàng thuộc một đoàn tàu vận tải khác, chiếc Electra, bị trúng ngư lôi. Wilkes bắt được tín hiệu tàu ngầm đối phương ở khoảng cách 1.800 yd (1,6 km), và đã tấn công bằng mìn sâu nhưng không mang lại kết quả. Chiếc tàu khu trục sau đó hộ tống con tàu bị hư hại khi nó được kéo vào Casablanca. Hai ngày sau, nó gia nhập trở lại đoàn tàu vận tải khi chúng lên đường quay trở về nhà, và đến ngày 30 tháng 11 đã về đến Norfolk. Nó trải qua suốt tháng 12 thực hiện những nhiệm vụ hộ tống và tuần tra ngắn tại vùng biển New York và Casco Bay, Maine.

### 1943
Wilkes bắt đầu một năm mới với hai chuyến đi khứ hồi từ New York đến Casablanca, diễn ra từ 14 tháng 1 đến 14 tháng 2 và từ 6 tháng 3 đến 5 tháng 4 năm 1943. Chiếc tàu khu trục sau đó thực hiện các chuyến đi giữa New York và Norfolk cho đến ngày 14 tháng 5. Ngày hôm sau, nó khởi hành hộ tống một đoàn tàu vận tải đi kênh đào Panama, đi đến Cristóbal vào ngày 21 tháng 5. Bốn ngày sau, nó quay trở về Hampton Roads. Từ ngày 29 tháng 5 đến ngày 9 tháng 6, chiếc tàu chiến viếng thăm các cảng dọc theo bờ biển Đông Bắc Hoa Kỳ, rồi dành trọn thời gian còn lại của năm 1943 hộ tống các đoàn tàu vận tải đi sang Bắc Phi, thực hiện ba chuyến khứ hồi từ ngày 10 tháng 6 cho đến ngày lễ Giáng Sinh, khi nó quay trở về New York.

### 1944
Vào ngày 7 tháng 1 năm 1944, Wilkes khởi hành đi sang vùng kênh đào Panama cùng với các tàu khu trục Swanson và Marshall, băng qua kênh đào và đi đến Balboa vào ngày 12 tháng 1. Một tuần sau, nó hộ tống chiếc tàu chở quân SS Mormacdove đi ngang qua Galápagos, Bora Bora và Nouméa để đến Milne Bay, New Guinea, đến nơi vào ngày 20 tháng 2. Năm ngày sau, chiếc tàu khu trục lên đường đi mũi Gloucester, New Britain, gặp gỡ một đoàn tàu đổ bộ LST trên đường đi, để hộ tống chúng đi đến vịnh Borgen, mũi Gloucester, đảo Megin, Caipe Cretin và quần đảo Tami.
Vào ngày 1 tháng 3, Wilkes thả neo tại vịnh Oro, Buna, New Guinea. Ba ngày sau, nó đón lên tàu binh lính Lục quân với đầy đủ trang bị, rồi lên đường cùng tám tàu khu trục khác và hai tàu vận chuyển cao tốc để đi đến đảo Los Negros thuộc nhóm quần đảo Admiralty để tăng cường cho các đơn vị Sư đoàn Kỵ binh 1 đang chiếm giữ bãi đổ bộ. Vào ngày 4 tháng 3, chiếc tàu khu trục đi đến ngoài khơi Hayne Harbor, đảo Los Negros, cho đổ bộ người và trang bị mà không gặp sự kiện gì. Nó tiếp tục ở lại khu vực và hoạt động trong vai trò bắn pháo hỗ trợ cũng như tiếp nhận thương vong di tản khỏi khu vực chiến sự. Qua ngày hôm sau, nó bắn phá Lemondrol Creek, ngay ở phía Nam đường băng Momote và các mục tiêu về phía Tây Hayne Harbor. Nó tiếp tục làm nhiệm vụ này cho đến ngày 7 tháng 3, khi con tàu đi đến Seeadler Harbor, tại đảo Manus thuộc nhóm quần đảo Admiralty để hỗ trợ cho cuộc đổ bộ tại đây.
Sau chuyến đi khứ hồi đến Cape Sudest và một chuyến tuần tra ngắn tại cảng Seeadler, Wilkes quay trở về Cape Sudest vào ngày 24 tháng 3 để bảo trì. Vào ngày 9 tháng 4, nó quay trở lại Seeadler hộ tống một đoàn tàu vận tải đi từ đảo Los Negros đến vịnh LanFemak, New Guinea. Đến ngày 11 tháng 4, nó thả neo trong vịnh Oro để bảo trì. Chiếc tàu khu trục đi đến mũi Cretin vào ngày 17 tháng 4, đón lên tàu Trung tướng Walter Krueger, Tư lệnh Tập đoàn quân 6 cùng ban tham mưu của ông để chuyển đến khu vực chiến sự, nhằm thị sát cuộc đổ bộ lên khu vực Wakde–Sarmi thuộc New Guinea. Ba ngày sau, nó gặp gỡ Lực lượng Đặc nhiệm 77, và hoạt động như một trạm cột mốc radar. Đến ngày 22 tháng 4, nó tham gia cuộc đổ bộ lên vịnh Tanahmerah, New Guinea, và sau khi binh lính đã đổ bộ lên bờ, đã tiếp tục hoạt động tại khu vực này.
Vào ngày đổ bộ lên đảo Wakde, 17 tháng 5, Wilkes đã bắn pháo hỗ trợ và tuần tra chống tàu ngầm. Sau khi được tiếp nhiên liệu và sửa chữa, vào ngày 26 tháng 5, nó đi về hướng đảo Biak tham gia cuộc đổ bộ tại đây. Đến ngày 5 tháng 6, nó hộ tống một đoàn tàu bao gồm chín tàu đổ bộ LST, ba chiếc LCI, bốn chiếc LCT và các tàu hộ tống đi qua vùng biển nguy hiểm giữa quần đảo Schouten. Chiếc tàu khu trục sau đó tiếp tục hoạt động tại khu vực vịnh Humboldt, trải qua hầu hết tháng 6 bắn phá các mục tiêu trên bờ tại Aitape và Toem, New Guinea. Trong tháng 7, nó tham gia các cuộc đổ bộ tại đảo Noemfoor vào ngày 1 tháng 7, và tại mũi Sansapor vào ngày 30 tháng 7.
Vào ngày 19 tháng 8, Wilkes rời khu vực New Guinea để hướng đến quần đảo Marshall, đi đến Eniwetok vào ngày 25 tháng 8. Nó gia nhập Lực lượng Đặc nhiệm 38 ba ngày sau đó, hoạt động trong thành phần hộ tống trong khi các tàu sân bay tung ra các đợt không kích xuống Iwo Jima, Chichi Jima, Saipan, Yap, Ulithi, Peleliu và Đài Loan. Nó tháp tùng lực lượng đặc nhiệm đi đến Philippines vào ngày 14 tháng 10, và các tàu sân bay lại không kích xuống Luzon trong ngày hôm đó, xuống Leyte vào ngày 17 tháng 10 và xuống Samar vào ngày 24 tháng 10. Sang ngày hôm sau, trong thành phần Đội đặc nhiệm 38.4, chiếc tàu khu trục hoạt động như tàu liên lạc giữa hai đội đặc nhiệm trên đường đi đánh chặn Lực lượng phía Bắc Nhật Bản ngoài khơi mũi Engaño. Sang ngày 26 tháng 10, nó cùng tàu khu trục Swanson (DD-443) được cho tách ra để đi đến Ulithi để được bảo trì và sửa chữa.
Wilkes lên đường cùng tàu khu trục Nicholson (DD-442) vào ngày 3 tháng 11 để đi cảng Apra, Guam, đến nơi vào ngày hôm sau. Sau một chuyến đi ngắn đến Manus thuộc quần đảo Admiralty, hai chiếc tàu khu trục đã hộ tống Đoàn tàu GE-29 đi Eniwetok, đến nơi vào ngày 26 tháng 11. Wilkes sau đó khởi hành đi Trân Châu Cảng vào ngày 1 tháng 12, đến nơi bảy ngày sau đó, rồi về đến Xưởng hải quân Puget Sound vào ngày 15 tháng 12, đi vào xưởng tàu của hãng Todd's Pacific Shipbuilding Co. tại Seattle, Washington hai ngày sau đó để đại tu.

### 1945
Sau khi hoàn tất đại tu và chạy thử máy vào ngày 28 tháng 1 năm 1945, Wilkes gặp gỡ tàu sân bay Franklin (CV-13) để cùng đi đến San Francisco. Nó cùng Franklin lên đường ba ngày sau đó để đi Trân Châu Cảng, đến nơi vào ngày 13 tháng 2. Con tàu hoạt động tại chỗ trong khu vực quần đảo Hawaii, thực hành huấn luyện và tập trận cùng tàu sân bay Shangri-La (CV-38).
Wilkes lên đường cùng thiết giáp hạm New Mexico (BB-40) và Nicholson vào ngày 9 tháng 3 để đi Ulithi thuộc quần đảo Caroline. Sau chặng dừng tiếp nhiên liệu tại Eniwetok, nó đi đến Ulithi vào ngày 19 tháng 3, rồi hình thành nên lực lượng hộ tống cho chiếc De Grasse (AP-164) ba ngày sau đó để đi Guam. Trên đường đi, nó đã cứu vớt bốn người thuộc đội bay một chiếc thủy phi cơ Martin PBM Mariner bị rơi do hết nhiên liệu. Con tàu tiến vào cảng Apra, Guam vào ngày 26 tháng 3, và phải vào ụ tàu để sửa chữa thiết bị dò âm dưới nước. Nó khởi hành vào ngày 1 tháng 4 để độc lập đi đến Saipan, rồi thêm một chuyến đi tương tự cho đến ngày 27 tháng 4.
Wilkes được lệnh hộ tống một đoàn tàu vận tải sáu chiếc đi Okinawa, và đi đến nơi neo đậu Hagushi vào ngày 1 tháng 5. Ba ngày sau, nó trông thấy pháo hiệu cấp cứu từ một chiếc thủy phi cơ bị rơi, và đã kéo chiếc PBM 93 V464 đi đến Kerama Retto trước khi tiếp nối nhiệm vụ tuần tra. Vào ngày 6 tháng 5, con tàu quay trở lại Kerama Retto để được bảo trì hạn chế và tiếp liệu, rồi lên đường bốn ngày sau đó để tuần tra các lối tiếp cận phía Nam của Kerama Retto. Từ ngày 12 đến ngày 22 tháng 5, nó hộ tống cho các tàu sân bay trong các hoạt động thường lệ và không kích xuống Nansei Shoto. Vào ngày 22 tháng 5, nó tháp tùng tàu sân bay hộ tống Makin Island (CVE-93) đi đến Kerama Retto để tiếp liệu và bổ sung đạn dược, rồi lên đường vào ngày hôm sau, chuyển giao thư tín trước khi quay lại nhiệm vụ tuần tra bảo vệ cho các cuộc không kích tàu sân bay xuống Nansei Shoto.
Vào ngày 24 tháng 6, Wilkes và đội đặc nhiệm của nó lên đường đi Leyte, Phlippines, và đi đến vịnh San Pedro ba ngày sau đó. Nó lên đường đi Ulithi ngay ngày hôm đó, đến nơi vào ngày 30 tháng 6 để được bảo trì. Nó khởi hành từ Ulithi vào ngày 9 tháng 7, hỗ trợ cho hoạt động của Lực lượng Đặc nhiệm 38 trong một tháng tiếp theo. Sau khi Nhật Bản đầu hàng vào ngày 15 tháng 8 kết thúc cuộc xung đột, nó đi đến Ulithi năm ngày sau đó để sửa chữa và bảo trì, rồi lên đường vào ngày 24 tháng 8 trong thành phần hộ tống chống tàu ngầm của Đơn vị Đặc nhiệm 30.8.9, tuần tra ngoài khơi các quần đảo Mariana và Bonin.

### Sau chiến tranh
Wilkes lên đường đi Okinawa, đến nơi vào ngày 3 tháng 9, rồi gặp gỡ Đội đặc nhiệm 70.6 tại Hoàng Hải vào ngày 7 tháng 9. Nó khởi hành vào ngày 10 tháng 9 để hướng đến Jinsen (nay là Inchon), Triều Tiên, đến nơi vào ngày hôm sau. Chiếc tàu khu trục thực hành tiếp nhiên liệu ba ngày sau đó, và trải qua thời gian còn lại của tháng 9 và cho đến ngày 20 tháng 10 hoạt động tại khu vực Ito-Jinsen, vận chuyển hành khách và bảo trì.
Wilkes khởi hành từ Jinsen vào ngày 21 tháng 10 để hướng sang quần đảo Mariana, đi đến Saipan vào ngày 27 tháng 10, tiếp tục hành trình đi Hawaii ngay ngày hôm đó, và đi đến Trân Châu Cảng vào ngày 4 tháng 11. Nó lên đường quay về vùng bờ Tây ba ngày sau đó, về đến San Diego vào ngày 13 tháng 11, rồi tiếp tục hành trình vào ngày 16 tháng 11, băng qua kênh đào Panama, và đi đến Charleston, South Carolina, vào ngày 2 tháng 12.
Wilkes được đưa về Hạm đội Dự bị Đại Tây Dương vào ngày 3 tháng 12. Nó được cho xuất biên chế vào ngày 4 tháng 3 năm 1946; tên nó được cho rút khỏi danh sách Đăng bạ Hải quân vào ngày 16 tháng 9 năm 1968; và con tàu bị bán cho hãng Southern Scrap Material Co., Ltd., tại New Orleans vào ngày 29 tháng 6 năm 1972 để tháo dỡ.

## Phần thưởng
Wilkes được tặng thưởng mười Ngôi sao Chiến trận do thành tích phục vụ trong Thế Chiến II.